# Nagyvajda
A nagyvajda szláv eredetű fejedelmi, törzsi vagy udvari cím, mely a vajdánál magasabb méltóságot jelöl. Rangsorolásban általában a nagyherceggel tekintik egyenrangúnak.

## Vajdaság
A Szerb Vajdaság és Temesi Bánság megalakításakor I. Ferenc József felvette uralkodói címei közé a szerb nagyvajda címet. A cím használata ellen a magyar országgyűlés többször kifogást emelt el, mivel sértette Magyarország területi integritását.

## Szerbia
A középkorban több a központi hatalomtól többé-kevésbé független oligarcha viselte a nagyvajda címet.

## Bosznia
A középkori Boszniában több főúr (pl. Hervoja herceg) viselte a nagyvajda címet, melyet a király vagy a bán adományozott. Időszakonként a boszniai nagyvajdák de facto függetlenségre tettek szert.

## Montenegró
A montenegrói trónörökös viseli a Zéta és Grahovo nagyvajdája címet. A Petrović-Njegoš-dinasztia más tagjai is viselték a címet: pl. Péter herceg (1889-1932) Zahumlje nagyvajdája volt.

## Macedónia
A középkori Macedóniában több regionális fejedelem használta a nagyvajda címet, így pl. Jován Olivér (1310-1356). 1943-ban gróf Cseszneky Gyulát proklamálták macedón nagyvajdává.

## Románia
I. Mihály román királyt 1930-ban apja, II. Károly Gyulafehérvár nagyvajdája címmel tüntette ki.

## Cigányság
Időnként egy nagyobb terület cigányvajdáit összefogó legfőbb vajdát nagyvajdának nevezték.

## Külső hivatkozások
- Képviselőházi irományok[halott link]